# Jefferson Garay
Jefferson Garay (?, Colombia; 14 de noviembre de 1991) es un futbolista colombiano. Juega de delantero y actualmente se encuentra sin equipo.

## Trayectoria
Jefferson con Cortuluá en la Copa Colombia 2011 marcó un gol, que fue contra Deportivo Cali en la séptima fecha.

## Clubes
| Club     | País     | Año  |
| -------- | -------- | ---- |
| Cortuluá | Colombia | 2011 |